# 리처드 도너
리처드 도너(Richard Donner, 본명: Richard Donald Schwartzberg, 1930년 4월 24일 ~ 2021년 7월 5일)는 미국의 영화 감독, TV 감독, 영화 프로듀서이다.

## 생애
1976년 오멘, 1978년 슈퍼맨, 1980년 인사이드 무브(Inside Moves)의 감독을 맡았고 1985년에는 레이디호크의 제작과 감독을 맡았다. 스티븐 스필버그가 각본과 제작을 맡은 영화 구니스를 연출하고 감독했다. 1986년 아내인 로런 슐러 도너와 함께 엑스맨 시리즈로 유명한 영화 제작 회사 더 도너스 컴퍼니를 설립했다. 1987년 영화 리썰 웨폰에서 감독을, 1988년 영화 스크루지, 1997년 영화 컨스피러시에서는 감독과 제작을 맡았다. 2021년 7월 5일 사망했다. 공식적인 사인은 기저질환인 아테롬성 동맥경화증에 의한 심폐정지(cardiopulmonary failure)였다.

## 연출
- 시크릿 오리진: 더 스토리 오브 DC 코믹스 - 본인 (다큐멘터리)
- 수퍼맨 2 - 리차드 도너 편집판
- 컨스피러시
- 스크루지
- 구니스
- 레이디호크

## 출연
- 슈퍼맨 2

## 기획
- 엑스맨 탄생: 울버린

## 제작
- 엑스맨: 데이즈 오브 퓨처 패스트